# One Piece-kapitler (187–388)
One Piece er en japansk mangaserie skrevet og illustreret af Eiichiro Oda, som er blevet oversat til adskillelige sprog og har resulteret i en større mediefranchise, hvilket inkluderer en animeret adaptering, såvel som en live action-udgave, spillefilm, videospil, musik og merchandise. I serien følger man Monkey D. Luffy, hvis krop har fået gummiegenskaber efter at han ved et uheld spiste en overnaturlig frugt, som rejser på havene i søgen efter skatten One Piece, og for at finde denne samler han et mandskab, som går under navnet Stråhattene.
I Japan er serien udgivet af Shueisha. Individuelle kapitler er blevet udgivet på regelmæssig basis i magasinet Weekly Shonen Jump siden den 22. juli 1997 og nogle tankōbon-bind siden 24. december 1997. Serien er på over 1128 kapitler, og består pr.  juli 2024 af 109 tankōbon-bind, hvilket gør One Piece til den 21. længste mangaserie baseret på antal bind.

## Bind
| 1. "En voldsom kamp" (互角 "Gokaku") 2. "Transe-kung-fu!" (オカマ拳法 "Okama Kenpō") 3. "To" ("2") 4. "Klima-stokkene" (天候棒 "Kurima Takuto") 5. "Vejrgudinden" (天候を操る女 "Tenkō o Ayatsuru Onna") | 1. "Stormvarsel" (旋風注意報 "Senpū Chūi Hō") 2. "Idealstaten" (理想郷 "Risōkyō") 3. "At kløve stål" (鉄を斬る "Tetsu o Kiru") 4. "Mr. Bushido" (Mr.武士道 "Mr. Bushidō") |

| 1. "En" ("1") 2. "Topmøde" (統率者達 "Tōsotsushatachi") 3. "Kvart over fire" (午後四時十五分 "Gogo Yo-ji Jūgo-fun") 4. "Hope!!" 5. "Vand-Ruffy" (水ルフィ "Mizu Rufi") | 1. "Nico Robin" (ニコ・ロビン "Niko Robin") 2. "Kongernes mausoleum" (王家の墓 "Ōke no Haka") 3. "Krokodilsk" (ワニっぽい "Wanippoi") 4. "Rød" ("Red") 5. "Drengenes hemmelige sted" (砂砂団秘密基地 "Suna-Suna-Dan Himitsu Kichi") |

| 1. "Countdown" (点火 "Tenka") 2. "Offeret" (悪夢 "Akumu") 3. "Skytsenglen" (守護神 "Shugoshin") 4. "En krokodilles død" (越えて行く "Koete Yuku") 5. "Zero" ("0") 6. "Kongen" (王 "Ō") | 1. "Justice!" (いくつかの正義 "Ikutsuka no Seigi") 2. "VIP" 3. "Flugten fra Alabasta" (砂の国脱出作戦 "Suna no Kuni Dasshutsu Sakusen") 4. "Den sidste vals" ("Last Waltz") 5. "Vivis eventyr" (ビビの冒険 "Bibi no Bōken") |

| 1. "Den blinde passager" (密航者 "Mikkōsha") 2. "Miss Charming" (「記録指針」が丸い理由 "'Rogu Pōsu' ga Marui Wake") 3. "Bjærgningskongen Masira" (サルベージ王マシラ "Sarubēji-Ō Mashira") 4. "Promenade på havets bund" (海底散歩 "Kaitei Sanpo") 5. "Giganterne" (怪物 "Kaibutsu") 6. "Hyænen Bellamy" (大型ルーキー "Ōgata Rūkī") | 1. "Landgang" (ワタクシはこの町では決してケンカしないと誓います "Watakushi wa Kono Machi de wa Kesshite Kenka Shinai to Chikaimasu") 2. "Værtshusslagsmål" (夢を見るな "Yume o Miruna") 3. "Drømme" (人の夢 "Hito no Yume") 4. "Havbundsforskeren Shojo" (海底探索王ショウジョウ "Kaitei Tansaku-Ō Shōjō") |

| 1. "Løgneren Noland" (うそつきノーランド "Usotsuki Nōrando") 2. "Maron Cricket, Abebandens overboss" (「猿山連合軍最終園長」モンブラン・クリケット "'Saruyama Rengō-gun Rasuto Bosu' Monburan Kuriketto") 3. "Let's Eat" (メシを食おう "Meshi o Kuou") 4. "Find sydfuglen!" (サウスバードを追え!! "Sausubādo o Oe!!") 5. "Hyænen Bellamy" (ハイエナのベラミー "Haiena no Beramī") | 1. "Dusør: 100 millioner" (一億の男 "Ichioku no Otoko") 2. "Verdens mest magtfulde mænd" (世界最高権力 "Sekai Saikō Kenryoku") 3. "Læg lige mærke til det navn" (ご記憶下さいます様に "Gokioku Kudasaimasu Yō ni") 4. "Push-Up-Strømmen" (突き上げる海流 "Nokku Appu Sutorīmu") 5. "Skibet flyver" (船は空をゆく "Fune wa Sora o Yuku") |

| 1. "Op i luften!" (上空にて "Jōkū nite") 2. "Himlens port" (天国の門 "Tengoku no Mon") 3. "Angel Beach" (エンジェルビーチ "Enjeru Bīchi") 4. "Dial-energi" (ダイアル・エネルギー "Daiaru Enerugī") 5. "Himlens dom" (天の裁き "Ten no Sabaki") 6. "Andenrangs forbrydere" (第2級犯罪者 "Dainikyū Hanzaisha") | 1. "Prøvelsen" (試練 "Shiren") 2. "SOS" 3. "Eventyr på Guds ø" (神の島の冒険 "Kami no Shima no Bōken") 4. "De vildfarnes skov!" (迷いの森の神官サトリ "Mayoi no Mori no Shinkan Satori") |

| 1. "Kuglernes prøvelse" (玉の試練 "Tama no Shiren") 2. "Eks-gud mod præst" (元神様VS神官 "Moto Kami-sama vs Shinkan") 3. "Lejren bag skyerne" (雲隠れの村 "Kumogakure no Mura") 4. "Ball Dragon" (玉ドラゴン "Tama Doragon") 5. "Ouverture" (序曲 "Ōbāchua") | 1. "Junction" 2. "Vearth" (ヴァース "Vāsu") 3. "Aubade" (夜明曲 "Ōbādo") 4. "Anakondaen" (うわばみと探索組 "Uwabami to Tansaku Chīmu") |

| 1. "Bersærken Viper" (「戦鬼」ワイパー "'Senki' Waipā") 2. "Dial-krig" (貝バトル "Daiaru Batoru") 3. "Alle veje fører sydpå" (いろんな南 "Iron na Minami") 4. "Zorro mod krigeren Braham" (海賊ゾロVS戦士ブラハム "Kaizoku Zoro vs Senshi Burahamu") 5. "Ruffy mod bersærken Viper" (海賊ルフィVS戦鬼ワイパー "Kaizoku Rufi vs Senki Waipā") 6. "Krigeren Genbou mod kommandant Yama" (戦士ゲンボウvs神兵長ヤマ "Senshi Genbō vs Shinpeichō Yama") | 1. "Chopper mod præsten Gedatsu" (海賊チョッパーVS神官ゲダツ "Kaizoku Choppā vs Shinkan Gedatsu") 2. "Nami og ridderen mod Hotori og Kotori" (海賊ナミと変な騎士VS副神兵長ホトリとコトリ "Kaizoku Nami to Hen na Kishi vs Fukushinpeichō Hotori to Kotori") 3. "Krigeren Kamakiri mod Gud Enel" (戦士カマキリVS神・エネル "Senshi Kamakiri vs Goddo Eneru") |

| 1. "Robin mod Yama" (海賊ロビンVS神兵長ヤマ "Kaizoku Robin vs Shinpeichō Yama") 2. "Chopper mod Aum" (海賊チョッパーVS神官オーム "Kaizoku Choppā vs Shinkan Ōmu") 3. "March" (行進曲 "Māchi") 4. "Suite" (組曲 "Suwīto") 5. "Koncert" (協奏曲 "Koncheruto") | 1. "Serenade" (小夜曲 "Serenāde") 2. "Zorro mod Aum" (海賊ゾロVS神官オーム "Kaizoku Zoro vs Shinkan Ōmu") 3. "Drama" (戯曲 "Purei") 4. "Kvintet" (五重奏 "Kuintetto") 5. "Oratorium" (聖譚曲) 6. "Den guddommelige komedie" (神曲 "Dibīna Komeidia") |

| 1. "Shandia-rytmer" ("Shandia Rhythm") 2. "Arken Maxim" (箴言 "Makushimu") 3. "Conis" (コニス "Konisu") 4. "Ruffy mod Enel" (海賊ルフィVS神・エネル "Kaizoku Rufi vs Goddo Eneru") 5. "Klar til at lette" (浮上 "Fujō") | 1. "Desperator" (デスピア "Desupia") 2. "Begær" (望み "Nozomi") 3. "I kærlighedens navn" (恋の救出前線 "Koi no Kyūshutsu Zensen") 4. "Undskyld, har du ild?" (悪ィな "Warī na") 5. "Rapsodi" (狂想曲 "Kapuritchio") |

| 1. "Shandoras djævel" (シャンドラの魔物 "Shandora no Mamono") 2. "Gudens morder" (神殺し "Kamigoroshi") 3. "Gudens forbandelse" (祟り "Tatari") 4. "Fuldmåne" (望月 "Bōgetsu") 5. "Shandoras lys" (シャンドラの灯 "Shandora no Hi") 6. "Her er vi" (ここにいる "Koko ni Iru") | 1. "Løgneren" (あふことは片われ月の雲隠れ "Au Koto wa Katawarezuki no Kumogakure") 2. "Bolero" (舞曲 "Borero") 3. "Den sidste time" (雷迎 "Raigō") 4. "Giant Jack" (巨大豆蔓 "Jaianto Jakku") |

| 1. "Højt at flyve..." (最空局面 "Saikū Kyokumen") 2. "Himmel og jord" (大地讃称 "Daichi Sanshō") 3. "Øens stemme" (島の歌声 "Rabu Songu") 4. "Fantasia" (幻想曲 "Fantajia") 5. "Symphonie" (交響曲 "Shinfonī") | 1. "I WAS HERE!" (我ここに至る "Ware Koko ni Itaru") 2. "Finale" (最終楽章 "Fināre") 3. "Pirater med stakater" (金持ち海賊団 "Kanemochi Kaizoku-dan") 4. "Eventyr på den lange ø" (長い島の冒険 "Nagai Shima no Bōken") 5. "Sølvræven Foxy" (銀ギツネのフォクシー "Gingitsune no Fokushī") |

| 1. "" (ドーナツレース!! "Dōnatsu Rēsu!!") 2. "Klar...Parat...Donut!!" (レディ〜イ ドーナツ!! "Redi~i Dōnatsu!!") 3. "Operation blokade" (妨害大作戦 "Bōgai Daisakusen") 4. "Knockout-monstre" (グロッキーモンスターズ "Gurokkī Monsutāzu") 5. "Groggy Ring!!" (グロッキーリング!! "Gurokkī Ringu!!") 6. "Farligt spil" (ラフゲーム "Rafu Gēmu") | 1. "Mååål!!!" ("Goal!!") 2. "Hovedkampen" ("Main Event") 3. "Den store tvekamp!" (コンバット!!! "Konbatto!!!") 4. "Den hemmelige kahyt" (秘密の部屋 "Himitsu no Heya") 5. "Gorilla Punch" (ブラザー魂 "Burazā Sōru") |

| 1. "K.O." 2. "Spillet er ude!" (閉会 "Heikai") 3. "Admiral Blåfasan" (海軍本部「大将」青キジ "Kaigun Honbu 'Taishō' Aokiji") 4. "Marinens magt" (最高戦力 "Saikō Senryoku") 5. "Duellen" (一騎打ち "Ikkiuchi") 6. "Puffing Tom" (パッフィング・トム "Paffingu Tomu") | 1. "Kanalernes storstad" (「水の都」ウォーターセブン "'Mizu no Miyako' Wōtā Sebun") 2. "Bull" (水上都市の冒険 "Suijō Toshi no Bōken") 3. "Familien Frankie" (フランキー一家 "Furankī Ikka") 4. "Hr. Iceberg" (アイスバーグさん "Aisubāgu-san") 5. "Dok nummer et" (造船島造船工場１番ドック "Zōsenjima Zōsenkōjō Ichiban Dokku") |

| 1. "Bortførelsen" (海賊誘拐事件 "Kaizoku Yūkai Jiken") 2. "Mit navn er Frankie!" (おれの名は「フランキー」 "Ore no Na wa 'Furankī'") 3. "Beslutningen er taget" (決めた "Kimeta") 4. "Uoverensstemmelsen" (大喧嘩 "Ōgenka") 5. "Ruffy mod Usopp" (ルフィVSウソップ?! "Rufi vs Usoppu?!") | 1. "Kaptajnen" (船長 "Kyaputen") 2. "Mysteriet om det forseglede rum" (密室の大事件 "Misshitsu no Daijiken") 3. "Advarsel!" ("Warning") 4. "Ruffy mod Frankie" (ルフィVSフランキー "Rufi vs Furankī") |

| 1. "Værftets vogtere" (「水の都」の用心棒 "'Mizu no Miyako' no Yōjinbō") 2. "Vagabombem" (風来砲 "Kū do Van") 3. "Rygter" (うわさ "Uwasa") 4. "Den sortlædte kvinde" (闇を引く女 "Yami o Hiku Onna") 5. "Hundjævlen" (悪魔 "Akuma") | 1. "Mørkets sendebud" (闇の使者 "Yami no Shisha") 2. "Cipher Pol nr. 9" ("Cipher Pol No. 9") 3. "Magt mod magt" (抵抗勢力 "Teikō Seiryoku") 4. "Spioner" (潜伏者 "Senpukusha") 5. "Den niende refærdighed" (９番目の正義 "Kyūbanme no Seigi") |

| 1. "" (六式 "Roku Shiki") 2. "" (戦闘力 "Sentōryoku") 3. "" (一市民 "Ichi Shimin") 4. "" (橋の下倉庫 "Hashi no Shita Sōko") 5. "" (クラバウターマン "Kurabautāman") 6. "" (トムズ ワーカーズ "Tomuzu Wākāzu") | 1. "" (伝説の船大工 "Densetsu no Funadaiku") 2. "" (海列車 "Umi Ressha") 3. "" (スパンダム "Supandamu") 4. "" (トムさん "Tomu-san") 5. "" (カティ・フラム "Kati Furamu") |

| 1. "" (復活 "Fukkatsu") 2. "" (ビンゴ "Bingo") 3. "" (まもなく出航 "Mamonaku Shukkō") 4. "" (追伸 "Tsuishin") 5. "" (引き潮 "Hikishio") | 1. "" (アクア・ラグナ "Akua Raguna") 2. "" (ココロ "Kokoro") 3. "" (ロケットマン!! "Rokettoman!!") 4. "" (出撃!! "Shutsugeki!!") 5. "" (そげキング "Sogekingu") |

| 1. "" (海列車バトルゲーム "Umi Ressha Batoru Gēmu") 2. "" (ラーメン拳法 "Rāmen Kenpō") 3. "" (一人じゃない "Hitori ja Nai") 4. "" (天晴Tボーン大佐 "Appare Tī-Bōn Taisa") 5. "" (パラージュ "Parāju") | 1. "" (必要悪 "Hitsuyō Aku") 2. "" (争奪戦 "Sōdatsusen") 3. "" (エニエス・ロビーの超人達 "Eniesu Robī no Chōjintachi") 4. "" (わかった!!! "Wakatta!!!") 5. "" (司法の島の大決戦!! "Shihō no Shima no Daikessen!!") |

| 1. "" (被害状況 "Higai Jōkyō") 2. "" (道力 "Dōriki") 3. "" (エニエス・ロビー本島行き急行便 "Eniesu Robī Hontō Yuki Ekusupuresu") 4. "" (クビ "Kubi") 5. "" (鬼の隠れ家 "Oni no Kakurega") | 1. "" (ルフィVSブルーノ "Rufi vs Burūno") 2. "" (反撃ののろしを上げろ "Hangeki no Noroshi o Agero") 3. "" (道はある "Michi wa Aru") 4. "" (前代未聞 "Zendai Mimon") 5. "" (ギア "Gia") 6. "" (ギア２ "Gia Sekando") |

## Lister over hovedserie-kapitler
- One Piece-kapitel 1 til 186
- One Piece-kapitel 389 til 594
- One Piece-kapitel 595 til 806
- One Piece-kapitel 807 til 1015
- One Piece-kapitel 1016 til nu

## References
1. ↑  "One Piece/1" (japansk). Shueisha. Arkiveret fra originalen 12. marts 2009. Hentet 22. marts 2009.
2. ↑  "One Piece/21" (japansk). Shueisha. Arkiveret fra originalen 16. februar 2009. Hentet 22. marts 2009.
3. ↑  "One Piece/22" (japansk). Shueisha. Arkiveret fra originalen 16. februar 2009. Hentet 28. marts 2009.
4. ↑  "One Piece/23" (japansk). Shueisha. Arkiveret fra originalen 16. februar 2009. Hentet 28. marts 2009.
5. ↑  "One Piece/24" (japansk). Shueisha. Arkiveret fra originalen 16. februar 2009. Hentet 28. marts 2009.
6. ↑  "One Piece/25" (japansk). Shueisha. Arkiveret fra originalen 16. februar 2009. Hentet 28. marts 2009.
7. ↑  "One Piece/26" (japansk). Shueisha. Arkiveret fra originalen 16. februar 2009. Hentet 28. marts 2009.
8. ↑  "One Piece/27" (japansk). Shueisha. Arkiveret fra originalen 16. februar 2009. Hentet 28. marts 2009.
9. ↑  "One Piece/28" (japansk). Shueisha. Arkiveret fra originalen 16. februar 2009. Hentet 28. marts 2009.
10. ↑  "One Piece/29" (japansk). Shueisha. Arkiveret fra originalen 16. februar 2009. Hentet 28. marts 2009.
11. ↑  "One Piece/30" (japansk). Shueisha. Arkiveret fra originalen 16. februar 2009. Hentet 28. marts 2009.
12. ↑  "One Piece/31" (japansk). Shueisha. Arkiveret fra originalen 16. februar 2009. Hentet 28. marts 2009.
13. ↑  "One Piece/32" (japansk). Shueisha. Arkiveret fra originalen 16. februar 2009. Hentet 28. marts 2009.
14. ↑  "One Piece/33" (japansk). Shueisha. Arkiveret fra originalen 16. februar 2009. Hentet 28. marts 2009.
15. ↑  "One Piece/34" (japansk). Shueisha. Arkiveret fra originalen 16. februar 2009. Hentet 28. marts 2009.
16. ↑  "One Piece/35" (japansk). Shueisha. Arkiveret fra originalen 16. februar 2009. Hentet 28. marts 2009.
17. ↑  "One Piece/36" (japansk). Shueisha. Arkiveret fra originalen 16. februar 2009. Hentet 28. marts 2009.
18. ↑  "One Piece/37" (japansk). Shueisha. Arkiveret fra originalen 16. februar 2009. Hentet 28. marts 2009.
19. ↑  "One Piece/38" (japansk). Shueisha. Arkiveret fra originalen 16. februar 2009. Hentet 28. marts 2009.
20. ↑  "One Piece/39" (japansk). Shueisha. Arkiveret fra originalen 16. februar 2009. Hentet 28. marts 2009.
21. ↑  "One Piece/40" (japansk). Shueisha. Arkiveret fra originalen 16. februar 2009. Hentet 28. marts 2009.